# Joseph Crockett
Joseph William „Joe“ Crockett (* 16. Februar 1905 in Washington, D.C.; † 11. Juli 2001 in Englewood) war ein US-amerikanischer Sportschütze.

## Karriere
Joseph Crockett nahm an den Olympischen Spielen 1924 in Paris teil. Mit dem Freien Gewehr wurde er im Mannschaftswettbewerb zusammen mit Morris Fisher, Walter Stokes, Sidney Hinds und Raymond Coulter vor den Mannschaften Frankreichs und Haitis Olympiasieger. Mit 133 Punkten erzielte Crockett nach Fisher (142) und Stokes (138) das drittbeste Ergebnis seiner Mannschaft. Coulter und Hinds erzielten einen bzw. zwei Punkte weniger als Crockett.